# Узелац, Милан
Ми́лан Узе́лац (серб. Милан Узелац; род. 8 апреля 1950, Вршац, АО Воеводина, Сербия, Югославия) — сербский поэт, эссеист, доктор философии (PhD), профессор онтологии и эстетики Высшего педагогического училища в Вршаце (Республика Сербия).

## Биография
Родился и вырос в городе Вршац, на севере Сербии, который, в силу географической близости и истории, традиционно сочетал культуру Австрии, Венгрии и Румынии. Изучал философию в Белградском университете, который окончил в 1974 году, защитив дипломную работу по эстетике «Место поэзии в философии Платона». Там же, в 1980 году, защитил магистерскую работу по эстетике «Эстетические и литературно-критические воззрения социалиста второй половины XIX века Лазаря (Лазы) Нанчича». Степень доктора философии получил в 1985 году в университете Загреба, защитив диссертацию «Философия игры Ойгена Финка».
В 21 год, будучи ещё студентом, опубликовал свой первый сборник стихов «Над небеском картом» (1972), ещё через 2 года стал самым молодым членом Союза писателей Сербии, а позже был одним из основателей издательства «Литературное объединение Вршца» (Књижевна општина Вршац — КОВ), в числе которых был и выдающийся сербский поэт Васко Попа. В качестве главного и ответственного редактора издательства КОВ (с 1974 по 1979 годы) подготовил к изданию тридцать первых книг издательства — романы и поэтические сборники.
Преподавать философию начинал в педагогическом училище города Кикинда в 1981—1986 годах. С 1986 году был доцентом Академии искусств в городе Нови Сад, где вёл «Общую теорию искусств» и «Социологию искусства», а с 1990 года — профессором эстетики и онтологии на философском факультете университета в городе Нови-Сад. Параллельно продолжал читать лекции по эстетике, эстетике музыки и истории философии в Академии искусств. С 2007 года по 2010 год — профессор философского факультета в Косовской Митровице (Приштинский университет), где преподавал курсы Онтология и Философия средних веков. С 2011 года — профессор Высшего педагогического училища в Вршаце, где читает лекции по современной философии, философии эстетического воспитания, философским основам современных педагогических теорий.

## Научная деятельность
Философская позиция М. Узелаца, по его собственному утверждению, строится в диалоге с античным философом Аристотелем и его последователями и критиками Фомой Аквинским, Франсиско Суаресом, Жаком Маритеном. Центральное место в его исследованиях в области эстетики, которые базируются на феноменологическом подходе к пониманию мира (О. Финк, М. Хайдеггер) и новейших научных, преимущественно космологических, теориях (И. Пригожин, А. Линде, Б. Грин, Э. Виттен) занимает онтический и онтологический статут художественного произведения в период, наступивший после завершения постмодернизма. Значительное место в его исследовательских работах занимает обращение к истории искусств и феноменологическое осмысление и интерпретация отдельных произведений искусства и творчества художников, музыкантов, литераторов. Особое внимание М. Узелац уделяет изучению и интерпретации философского наследия выдающихся русских мыслителей — Густава Шпета, Ивана Ильина, Алексея Лосева.
Последние годы М. Узелац занимается исследованиями в области философии музыки, осмысляя место музыки в Космосе. В данном ключе им исследуются философские идеи Пифагора, Платона, Аристида Квинтилиана с выходом к Иоганну Кеплеру, которого М. Узелац считает самым выдающимся музыкантом всех времен, и современным неопифагорейцам — Ф. Бузони и А. Лосеву. Основная позиция М. Узелаца основана на историческом подходе к феномену музыки и определении исторических границ возникновения, расцвета и заката музыки как формы искусства. По мнению исследователя, время музыки закончилось с завершением творчества П. Чайковского и С. Рахманинова. XX столетие характеризуется праздными физико-техническими экспериментами со звуком (Э. Варез, П. Булез, К. Штокхаузен) и утратой внутренней духовной составляющей музыкального произведения, ведущими к конфликту со всей предыдущей музыкальной традицией.

## Литературная деятельность
Наряду с философией, М. Узелац профессионально занимается литературной критикой, а также поэтическим творчеством, являясь автором десяти книг собственных стихов, в которых продолжает поэтическую традицию К. Кавафиса, Б. Брехта, Г. Бенна, З. Херберта и В. Попа. Переводит стихи с немецкого и румынского языков.
Является членом сербских литературных союзов и научных обществ: Союз писателей Сербии (1974), Союз писателей Воеводины (1979), Estetičko društvo Srbije (1980), а также зарубежных обществ: Deutsche Gesellschaft für phänomenologische Forschung (Трир, Германия), Assotiation internationale des critiques d’art (Париж, Франция), International Board of Advisors of Center for Advanced Research in Phenomenology (Бока Ратон, Флорида, США).

## Факты
Лауреат Премии города Вршца (Награда Ослобођења града Вршца), 1999.
Выступал с докладами и сообщениями на международных конференциях по философским проблемам в Мадриде, Фрайбурге, Кёльне, Йене, Риге, Реджо-нель-Эмилии, Москве, Огайо; его научные работы по философии опубликованы в Германии, Америке, России, Италии, Чехословакии и Японии.

### Философские труды
- Filozofija igre. Prilog filozofiji igre kod Eugena Finka, Novi Sad 1987.
- Druga stvarnost, Novi Sad 1989.
- Stvarnost umetnickog dela, Novi Sad 1991.
- Uvod u estetiku, Novi Sad 1993.
- Kosmologija umetnosti (Ogled o poreklu fenomenoloske estetike), Novi Sad 1995.
- Delo u vremenu (Poetika Laze Nancica), Vrsac 1997.
- Estetika, Novi Sad 1999; 2003.
- Istorija filozofije, Novi Sad 2004.
- Postklasicna estetika, Vrsac 2004.
- Filozofija muzike, Novi Sad 2005; 2007.
- Horror musicae vacui, Vrsac 2005.
- Metafizika, Vrsac 2006.
- Disipativna estetika. Prvi uvod u Postklasicnu estetiku, Vrsac 2006;
- Uvod u filozofiju (Pojam i predmetno polje filozofije), Novi Sad 2007.
- Metapedagogija I (paideia kao paidia polititike), Vrsac 2007.
- Fenomenologija sveta umetnosti (Uvod u transcendentalnu kosmologiju), Novi Sad 2008.
- Fenomenologija, Novi Sad 2009.
- Predavanja iz srednjovekovne filozofije, Novi Sad 2009.
- Metapedagogija II, Novi sad 2009.
- Inflaciona estetika. Drugi uvod u Postklasicnu estetiku, Novi Sad 2009
- Priče iz Bolonjske šume, Vršac 2009
- Filozofija poslednje umetnosti, Novi Sad 2010
- Glavni pravci savremene filozofije, Vršac 2011.
- Uvod u estetiku. Predavanja u zimskom semestru 1992, Vršac 2011.
- Praktična fenomenologija, Vršac 2011.
- Filozofija obrazovanja, Beograd 2016.
- Fenomenologija našeg vremena, Novi Sad 2020.
- Uvod u filozofiju, Novi Sad 2021.
- Filoozofija muzike, Novi Sad 2022.

### Поэзия
- Pesme (1974—2009), Novi Sad 2009.
- Stare i nove pesme, Vršac 2012.
- Mera vremena (sabrane pesme, 1972-2022), Vršac 2022.